# Яккабазький хребет
Яккабазький хребет (хребет Яккабаг, Яккабазькі гори) — гірський хребет в Узбекистані, західний відріг Гісарського хребта.
Яккабазький хребет відходить у західному напрямку від вододільної ділянки Гісарського хребта, що між перевалом Таммуш та горами Чоріогул орієнтована з півночі на південь. Північна сторона гір Яккабаг утворює південну межу Шахрисабзької оази, тоді як на південь хребет обернений до долини річки Катта-Урадар'я.
Серед гірських масивів Яккабазького хребта можливо назвати Осмонтараш (Асмантала), Бешнав (Бешнау), Тайталаш, Чолтау, Ешакмайдан (Ішакмайдан), Хантахта, Кунгуздик. Основній частині хребта властиві висоти від 3500 до 3700 метрів.
Північний схил Яккабагу дренують так ліві притоки Кашкадар'ї, як Танхизидар'я, Яккабагдар'я (після виходу на рівнину розгалужується, причому її лівий рукав Карабагдар'я прямує у західному напрямку попід хребтом та приймає численні притоки, що стікають з нього), Лянгар (верхня ділянка цієї річки розташована у осьовій зоні Яккабазького хребта, після чого Лянгар довертає на північ та проривається до рівнини).
Згадана вище Катта-Урадар'я після злиття в Пачкамарському водосховищі з Кічик-Урадар'єю утворює Гузардар'ю, що прорізає західне завершення Яккабазького хребта та прямує до свого впадіння ліворуч у Кашкадар'ю.
Ресурс з річок, що дренують Яккабазький хребет, збирається в численних водосховищах (переважно малих) іригаційного призначення — окрім Пачкамарського, це також Лянгарське, Камашинське, Карабазьке, Нугайлійське, Гулдарське, Янгікурганське, Кизилсуйське.